# The Mystery of the Leaping Fish
The Mystery of the Leaping Fish is een Amerikaanse komische korte film uit 1916 onder regie van Christy Cabanne en John Emerson. De complete film staat tussen de extra's van de DVD van The Gaucho (1927).

## Verhaal
De film gaat over Coke Ennyday, een detective en wetenschapper. Hij zal een meisje moeten helpen die wordt gechanteerd door een man die met haar wil trouwen. 

## Rolverdeling
| Acteur            | Personage                      |
| ----------------- | ------------------------------ |
| Douglas Fairbanks | Coke Ennyday                   |
| Bessie Love       | The Little Fish Blower         |
| Alma Rubens       | Zijn Vrouwelijke Medeplichtige |
| Allan Sears       | De Rijke Man                   |
| Charles Stevens   | De Japanse Medeplichtige       |
| Tom Wilson        | Police Commissaris I.M. Keene  |